# Nephtheaplana tropica
Nephtheaplana, Palaua tropica, Palaua, Palauidae
Genre
Espèce
Nephtheaplana tropica (synonyme Palaua tropica) est une espèce de vers plats marins des îles Hawaï, la seule du genre Nephtheaplana  (synonyme Palaua), qui appartient à la famille des Plehniidae. Le genre Palaua était anciennement classé comme unique genre de la famille des Palauidae, dans la super-famille des Leptoplanoidea.

## Systématique
Les noms valides complets (avec auteur) de ces taxons sont :
- pour la famille : Palauidae Faubel, 1983, famille vide d'espèce dans World Register of Marine Species (14 novembre 2023)[1]
- pour le genre : Nephtheaplana Prudhoe, 1985[1]
- pour l'espèce : Nephtheaplana tropica (Hyman, 1959)[1]

Nephtheaplana a pour synonyme Palaua Faubel, 1983
Nephtheaplana tropica a pour synonyme :
- Palaua tropica (Hyman, 1950)
- Plehnia tropica Hyman, 1950